# Zusje
Zusje è un film olandese del 1995 diretto da Robert Jan Westdijk.

## Premi e riconoscimenti
- Tulipano d'oro 1996 all'International Istanbul Film Festival